# Paute (kanton)
Paute – kanton w Ekwadorze, w prowincji Azuay. Stolicą kantonu jest Paute.